# Marc Soler
Pour les articles homonymes, voir Soler.
Marc Soler Giménez (né le 22 novembre 1993 à Vilanova i la Geltrú) est un coureur cycliste espagnol, membre de l'équipe UAE Emirates. Spécialiste des courses par étapes, il a notamment remporté Paris-Nice en 2018, ainsi que trois étapes du Tour d'Espagne.

## Biographie

### Jeunesse et carrière amateur
Il pratique dans son enfance le football, où il est gardien de but, puis le VTT. Il commence le cyclisme sur route au CC Mollet.
En catégorie junior, Marc Soler est membre de l'équipe Huesca-La Magia, structure formatrice associée à l'équipe amateur Lizarte, elle-même réserve de l'équipe professionnelle Movistar.
De 2012 à 2014, Marc Soler court chez Lizarte. En 2013, il s'illustre lors des deux principales courses par étapes réservées aux moins de 23 ans dans le calendrier espagnol, le Tour de la Bidassoa et le Tour de Palencia. Il remporte le classement de la montagne de ces deux courses, et s'adjuge également l'« étape reine » de la seconde. L'année suivante, il réalise un excellent début de saison avec quatre victoires en un mois (Soraluzeko Saria, Ereñoko Udala Sari Nagusia, Grand Prix Kutxabank, Mémorial Cirilo Zunzarren), une place de meilleur espoir au Mémorial Valenciaga, qui lui valent une sélection en équipe d'Espagne espoirs pour les manches de Coupe des nations.
Il devient professionnel au sein de Movistar en 2015.

### 2015-2021: chez Movistar

#### 2015-2017: années d'apprentissage
Il fait ses débuts en janvier lors du Tour de San Luis 2015. Il participe ensuite au Tour de Catalogne, sa première course World Tour. À domicile, il s'illustre en prenant la quatrième place de la sixième étape. En août, il remporte le Tour de l'Avenir (sans gagner d'étape) face aux meilleurs coureurs espoirs.
Il apprend aux côtés de Nairo Quintana qui le devance au classement général de la Route du Sud 2016 où il remporte une victoire d'étape et termine meilleur jeune. En janvier 2017, l'équipe Movistar officialise la prolongation de son contrat jusque 2019. Lors de cette saison, il est troisième de la dernière étape de Paris-Nice, puis troisième du général et meilleur jeune du Tour de Catalogne, derrière son leader Alejandro Valverde et Alberto Contador. Il s'agit de son premier podium sur une course World Tour. En deuxième partie de saison, il dispute le Tour d'Espagne, son premier grand tour, pendant lequel il termine notamment troisième de la 5e étape en échappé derrière Alexey Lutsenko et Merhawi Kudus et 48e du classement général final.

#### 2018: victoire sur Paris-Nice

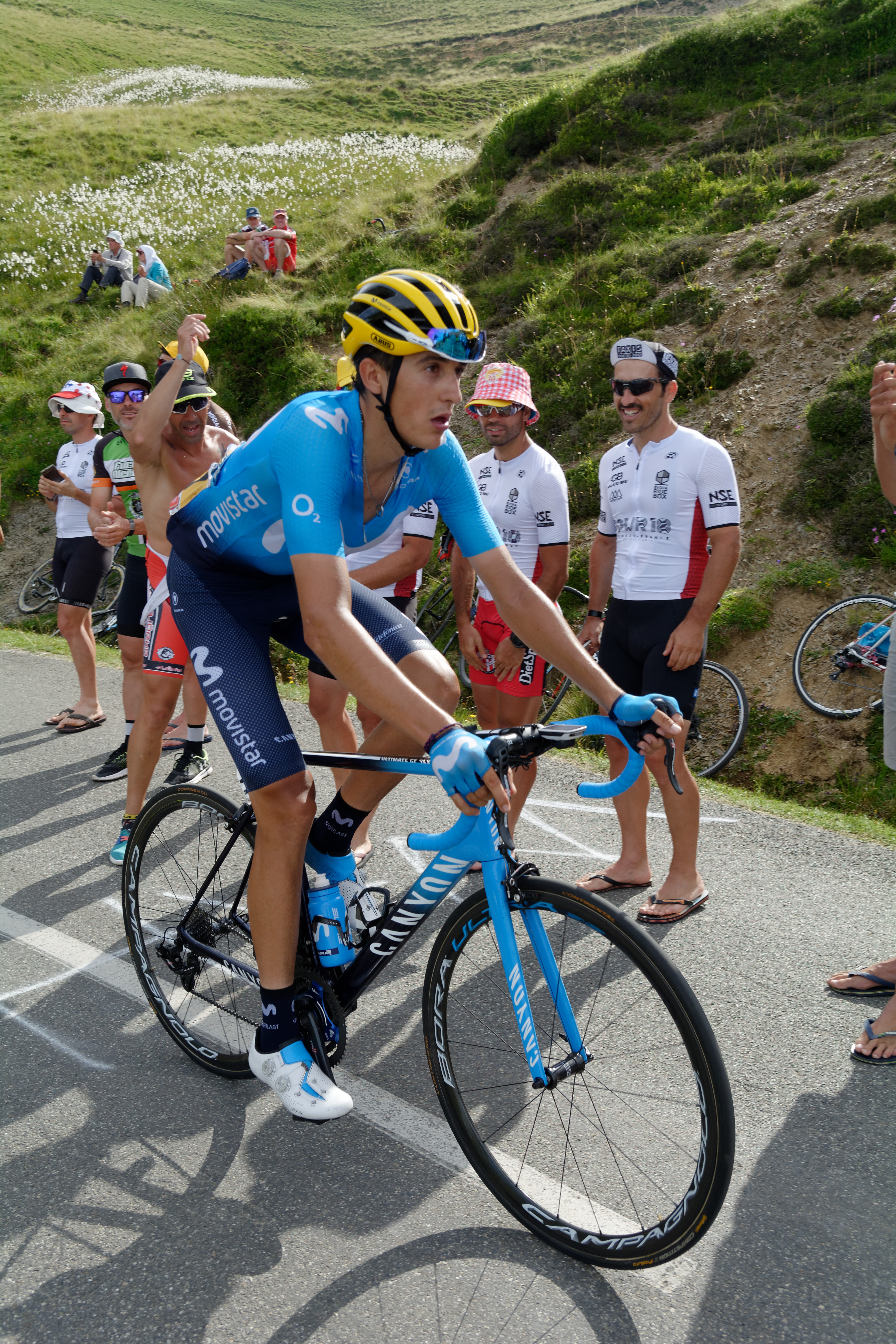
Soler lors du Tour de France 2018.

Après une troisième place derrière Tim Wellens et Wout Poels sur le Tour d'Andalousie, il prend le départ de Paris-Nice. Lors de la quatrième étape, un contre-la-montre entre La Fouillouse et Saint-Étienne, il prend la deuxième place derrière Poels et se positionne dans les premières places du classement. Lors de la dernière étape, il attaque à 47 kilomètres de l'arrivée placée sur la promenade des Anglais et passe une grosse partie de la fin de la course avec ses compatriotes David de la Cruz et Omar Fraile. Il termine troisième à Nice mais dépossède le Britannique Simon Yates du maillot de leader et remporte l'épreuve pour quatre secondes - celles de la bonification obtenue en prenant la troisième place de l'étape - devant ce dernier et Gorka Izagirre, glanant également le maillot de meilleur jeune. Il devient le quatrième coureur espagnol à remporter l'épreuve et est rapidement comparé par les médias à ses prédécesseurs Miguel Indurain et Alberto Contador,. Deux semaines plus tard, il termine cinquième du Tour de Catalogne, terminant notamment deuxième de la dernière étape, où il participe à la main mise de son équipe sur le classement général avec notamment la victoire d'Alejandro Valverde et la deuxième place du Colombien Nairo Quintana. Après une 6e place sur le Grand Prix Miguel Indurain, il fait partie de l’échappée matinale sur Paris-Roubaix où il se fait reprendre par les favoris à hauteur de la Trouée d'Arenberg mais ne finit pas la course.
Pour son premier Tour de France, il a ensuite un rôle d'équipier pour le trio Quintana-Landa-Valverde. Il se classe notamment neuvième du contre-la-montre, devant ses trois leaders, la veille de l'arrivée. Au mois d'août, il prolonge de trois ans le contrat qui le lie à sa formation.

#### 2019-2021: des performances variables
Après un début de saison difficile, il participe au Tour de Catalogne. Lors de la dernière étape, il occupe la dixième place du général, mais une chute lui entraîne une fracture au scaphoïde droit et le contraint à l'abandon. Il retrouve la compétition en mai en se classant huitième du Tour d'Aragon, puis douzième du Tour de Suisse. Il est de retour sur le Tour de France dans un rôle d'équipier. Il enchaine avec le Tour d'Espagne, où il se classe neuvième du classement final, tandis que ses leaders Alejandro Valverde et Nairo Quintana sont respectivement deuxième et quatrième.
Il commence bien son année 2020 avec un succès en solitaire sur le Trofeo Pollença-Andratx dès son troisième jour de course. Il est ensuite huitième du Tour d'Andalousie, mais la saison est ensuite interrompue jusqu'en juillet en raison de la pandémie de Covid-19. À la reprise des compétitions, il est en retrait. Après un abandon lors de la dernière étape du Critérium du Dauphiné, il se classe 21e du Tour de France et abandonne les mondiaux. Aligné sur le Tour d'Espagne, il remporte en solitaire la 2e étape. Il s'agit de sa première victoire sur un grand tour et il signe également les deux seuls succès de l'équipe Movistar lors de cette saison. Alors qu'il occupe la sixième place du général au matin de la 12e étape, il perd plus de 14 minutes lors de celle-ci et termine finalement 18e du général.
En 2021, dans l'objectif de préparer le Tour d'Italie où il est désigné leader unique de Movistar, il termine onzième de Tirreno-Adriatico. Fin avril, il gagne en solitaire la 3e étape du Tour de Romandie et prend la tête de l'épreuve à deux jours de la fin. Il cède le maillot dès le lendemain à Michael Woods et termine finalement quatrième du général final, à une seconde seulement de la troisième place occupée par Fausto Masnada. Il participe pour la première fois au Tour d'Italie, en tant que leader. Au début de la 12e étape, il fait une chute dans les premiers kilomètres. Diminué physiquement, il abandonne plus loin pendant l'étape, malgré les encouragements de son staff. Au moment où il quitte l'épreuve, il occupe la 11e place au classement général. Lors du Tour de France, durant la première étape, il est pris dans une chute massive provoquée par une spectatrice. Atteint de fractures aux deux têtes radiales ainsi qu'à la tête du cubitus gauche, il n'est pas au départ de la deuxième étape.

### Depuis 2022: UAE Team Emirates
En 2022, après sept ans au sein de l'équipe Movistar, il rejoint UAE Team Emirates. Il s'engage avec cette équipe pour les années 2022 et 2023. Il a pour objectif d'être un lieutenant pour Tadej Pogačar et de pouvoir jouer sa carte personnelle sur des courses d'une semaine en cas d'absence du Slovène.
En 2022, pour ses débuts dans l'équipe, il se montre en retrait dans la première partie de saison, où son meilleur résultat est une septième place sur le Tour du Pays basque. Sélectionné pour le Tour de France avec pour chef de file Tadej Pogačar, il est atteint de vertiges et de vomissements au cours de la seizième étape qu'il termine hors-délais. Très actif durant le Tour d'Espagne, il remporte notamment la cinquième étape. Il est également deuxième de la huitième étape et troisième de la douzième étape.
En mars 2023, Soler est quatrième du Tour de Catalogne. Lors du Tour du Pays basque, il chute durant la deuxième étape et est contraint à l'abandon, atteint d'une fracture à un pouce. Lors du Tour de France, il soutient à nouveau le Slovène Tadej Pogačar et termine 56e au classement général.
Lors de la saison 2024, il termine quatrième au classement général du Tour du Pays basque, remporté par son coéquipier Juan Ayuso. Après avoir aidé Tadej Pogačar à remporter sa troisième victoire sur le Tour de France, il est au départ du Tour d'Espagne avec plus de libertés. À la suite d'une échappée, il gagne la seizième étape qui se termine aux Lacs de Covadonga. Il termine deuxième du Grand Prix de la montagne derrière son coéquipier Jay Vine et est désigné super-combatif de cette édition de la Vuelta où il est également le coureur ayant parcouru le plus de kilomètres en échappées,. En fin de saison, il signe avec sa formation un nouveau contrat jusqu'en fin d'année 2027.
En 2025, il est initialement principalement utilisé comme équipier. En avril, lors du Tour des Asturies, il peut jouer sa carte et prend la tête du classement général après la deuxième étape. Il remporte ensuite la dernière étape, ainsi que le classement général.

## Palmarès

### Palmarès amateur
- 2011
  - 3e du championnat d'Espagne de l'américaine juniors
- 2013
  -  Champion d'Espagne du scratch espoirs
  - 3e étape du Tour de Palencia
  - Cursa del Gall d’Indi
- 2014
  - Soraluzeko Saria
  - Ereñoko Udala Sari Nagusia
  - Grand Prix Kutxabank
  - Mémorial Cirilo Zunzarren
  - 3e étape du Tour de la Bidassoa
  - 3e étape du Tour de Zamora
  - 2e du Pentekostes Saria
  - 3e du championnat d'Espagne sur route espoirs
- 2015
  - Classement général du Tour de l'Avenir

### Palmarès professionnel
| - 2016 - 4e étape de la Route du Sud - 2e de la Route du Sud - 2017 - 3e du Tour de Catalogne - 8e du Tour de Suisse - 2018 - Classement général de Paris-Nice - 3e du Tour d'Andalousie - 5e du Tour de Catalogne - 2019 - 9e du Tour d'Espagne - 2020 - Trofeo Pollença-Andratx - 2e étape du Tour d'Espagne - 3e de la Coupe d'Espagne | - 2021 - 3e étape du Tour de Romandie - 4e du Tour de Romandie - 2022 - 5e étape du Tour d'Espagne - 7e du Tour du Pays basque - 2023 - 4e du Tour de Catalogne - 2024 - 3e étape de Paris-Nice (contre-la-montre par équipes) - 16e étape du Tour d'Espagne - 4e du Tour du Pays basque - 2025 - Tour des Asturies : - Classement général - 4e étape |  |

## Résultats sur les grands tours

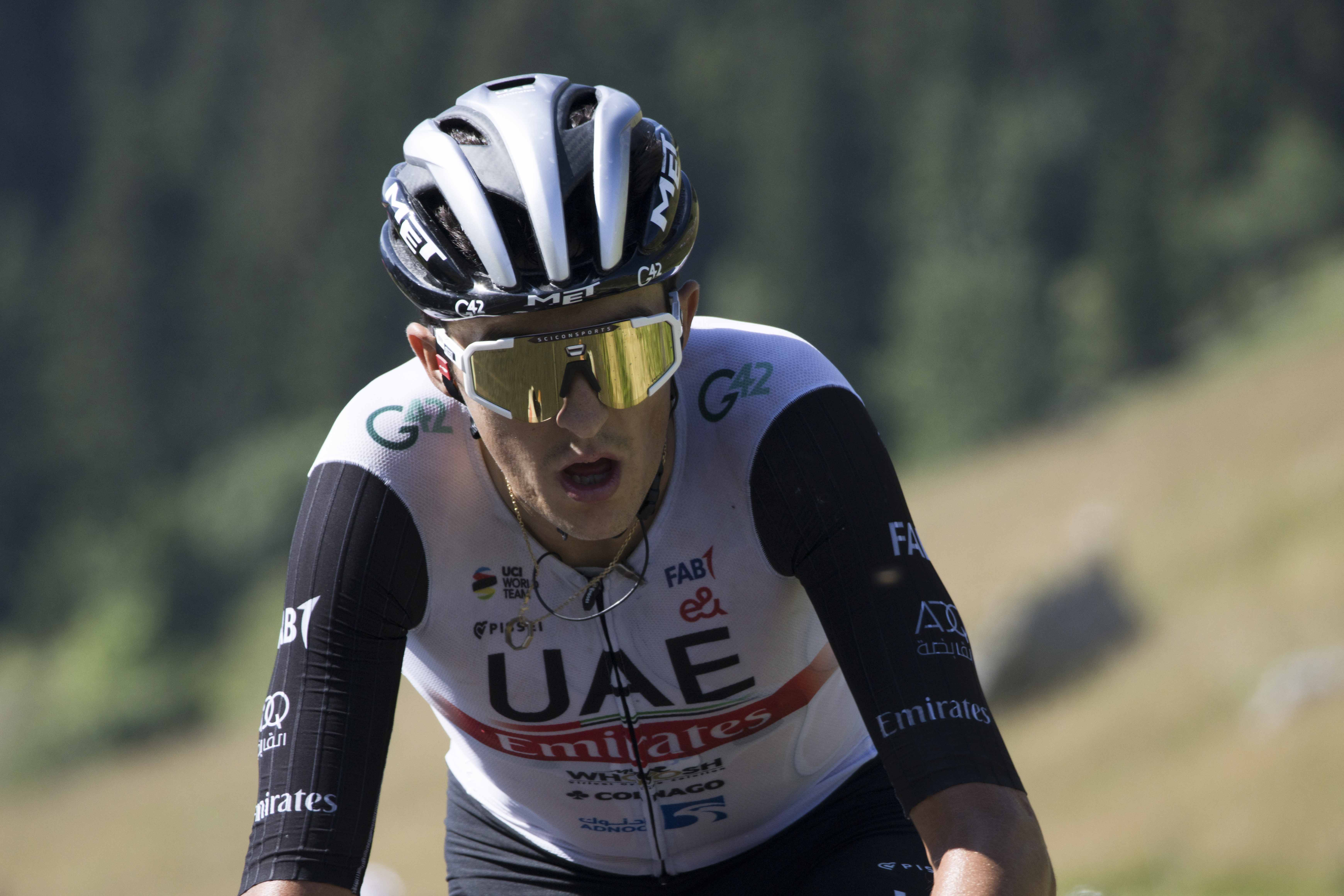
Soler lors du Tour de France 2023.

### Tour de France
8 participations
- 2018 : 62e
- 2019 : 37e
- 2020 : 21e
- 2021 : non-partant (2e étape)
- 2022 : hors-délais (16e étape)
- 2023 : 56e
- 2024 : 44e
- 2025 : 29e

### Tour d'Italie
1 participation
- 2021 : abandon (12e étape)

### Tour d'Espagne
6 participations
- 2017 : 48e
- 2019 : 9e
- 2020 : 18e, vainqueur de la 2e étape
- 2022 : 27e, vainqueur de la 5e étape, prix de la combativité
- 2023 : 14e
- 2024 : 41e, vainqueur de la 16e étape, prix de la combativité

## Classements mondiaux
| Année                                 | 2015 | 2016 | 2017 | 2018 | 2019 | 2020 | 2021 | 2022 | 2023 | 2024 |
| ------------------------------------- | ---- | ---- | ---- | ---- | ---- | ---- | ---- | ---- | ---- | ---- |
| UCI World Tour                        | 197e | nc   | 84e  | 53e  |      |      |      |      |      |      |
| Classement mondial                    |      | 509e | 121e | 58e  | 244e | 95e  | 147e | 232e | 130e | 92e  |
| UCI Europe Tour                       |      | 300e | 489e | 213e | 200e | 80e  | 125e | 190e | nc   | 74e  |
| UCI Asia Tour                         |      | 598e | nc   | nc   |      |      |      |      |      |      |
| UCI America Tour                      |      | 537e | nc   | nc   |      |      |      |      |      |      |
|                                       |      |      |      |      |      |      |      |      |      |      |
| Légende : nc = non classéSource : UCI |      |      |      |      |      |      |      |      |      |      |